# الدوري الجنوبي لكرة القدم 1925–26
الدوري الجنوبي لكرة القدم 1925–26 (بالإنجليزية: 1925–26 Southern Football League)‏ هو موسم من الدوري الجنوبي الممتاز. فاز فيه نادي ميلوول.